# Neufmaison
Neufmaison ist eine französische Gemeinde mit 68 Einwohnern (Stand 1. Januar 2022) im Département Ardennes in der Region Grand Est. Sie gehört zum Arrondissement Charleville-Mézières, zum Kanton Signy-l’Abbaye und zum Gemeindeverband Crêtes Préardennaises.

## Geografie
Umgeben wird Neufmaison von den Nachbargemeinden Clavy-Warby im Südosten, Thin-le-Moutier im Süden, Vaux-Villaine im Westen, Rouvroy-sur-Audry im Norden sowie von den im Kanton Rocroi gelegenen Gemeinden Remilly-les-Pothées im Nordosten und Saint-Marcel im Osten.

## Bevölkerungsentwicklung
| Jahr                      | 1962 | 1968 | 1975 | 1982 | 1990 | 1999 | 2006 | 2012 | 2016 |
| Einwohner                 | 74   | 77   | 67   | 57   | 50   | 61   | 60   | 60   | 66   |
| Quelle: Cassini und INSEE |      |      |      |      |      |      |      |      |      |

## Sehenswürdigkeiten

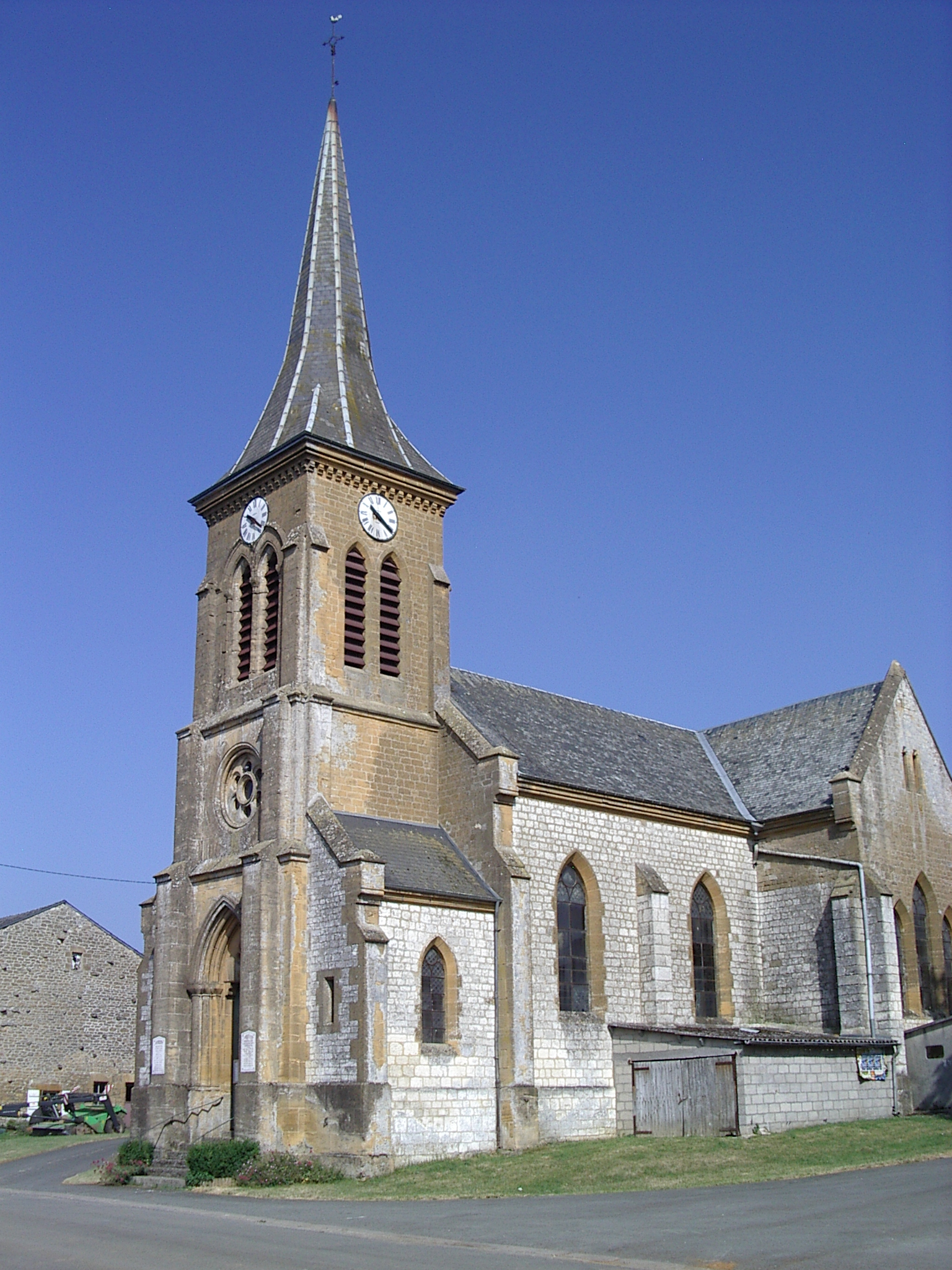
Kirche Saint-Matthieu

- Kirche Saint-Matthieu